# Zolote Pole (Kirovske)
Zolote Pole (în ucraineană Золоте Поле) este localitatea de reședință a comunei Zolote Pole din raionul Kirovske, Republica Autonomă Crimeea, Ucraina.

## Demografie
Componența lingvistică a localității Zolote Pole
     Rusă (69,59%)
     Tătară crimeeană (15,59%)
     Ucraineană (12,72%)
     Alte limbi (0,64%)
Conform recensământului din 2001, majoritatea populației localității Zolote Pole era vorbitoare de rusă (69,59%), existând în minoritate și vorbitori de tătară crimeeană (15,59%) și ucraineană (12,72%).